# Плектридии
Плектридии (лат. Plectridium) — спороносные, подвижные и неподвижные, грамположительные и грамотрицательные бациллы. Споры обычно располагается на одном из концов клетки, придавая последней форму барабанной палочки. В современной бактериологии этим термином обозначают форму клетки бактерий, имеющих эндоспору, превышающей диаметр клетки и располагающихся терминально.
Род входил в расформированный порядок Plectridiales класса Sporulales, который подразделялся на 2 семейства и 4 рода:
- Семейство Terminosporaceae — грамотрицательные плектридии
  - Роды Terminosporus — подвижные и Caduceus — неподвижные бактерии
- Семейство  Plectridiaceae — грамположительныне плектридии
  - Роды Plectridium — подвижные и Acuformis — неподвижные бактерии

Род Plectridium, предложенный Fischer в 1895, не был включен в официальную номенклатуру в 1980 году, так как у Plectridium недостаточно отличий от клостридий, чтобы гарантировать родовое дифференцирование. Все представители рода были реклассифицированы и переведены в род Clostridium.

## Виды
Примерами бактерий, принимающих форму плектридий являются возбудитель столбняка Clostridium tetani, некоторые другие бактерии (например, Clostridium saccharobutyricum, Clostridium pasteurianum). Форму плектридий принимает большинство целлюлозолитических спорообразующих анаэробов.
- Clostridium carnis (syn. Plectridium carnis, Bacillus carnis[4][5])
- Clostridium amylobacter (syn. Plectridium amylobacter)
- Clostridium cadaveris (syn. Plectridium cadaveris)
- Clostridium pectinovorum (syn. Plectridium pectinovorum)
- Clostridium sphenoides (syn. Plectridium sphenoides)
- Clostridium tertium (syn. Plectridium tertium)
- Clostridium baratii (syn. Acuformis perennis)
- Clostridium putrefaciens (syn. Acuformis putrefaciens)